# Александро-Невское братство

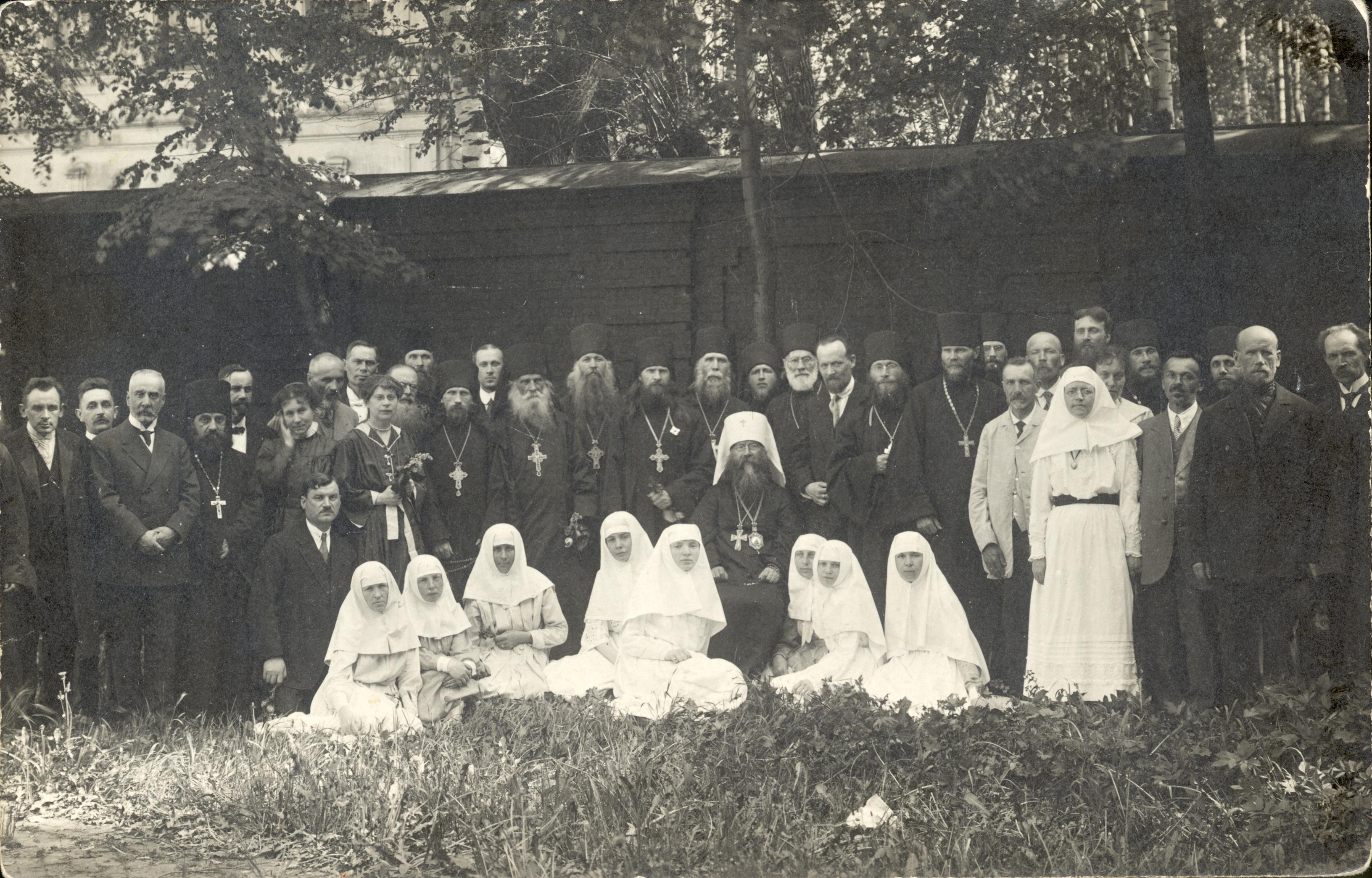
Члены приходского совета Александро-Невской лавры и Братства с митрополитом Вениамином (Казанским)

Александро-Невское братство — неформальное церковное общественное объединение священнослужителей и мирян Русской православной церкви, созданное в 1919 году при Свято-Троицкой Александро-Невской лавре для противодействия антирелигиозным гонениям со стороны советских властей.

## История
В период с осени 1917 по зиму 1919 года в Петрограде три раза появлялись объединения верующих православных людей, но они не получили серьёзного развития.
Первоначальный состав Александро-Невского братства включал в себя членов этих несостоявшихся церковных организаций.
Датой создания братства является 1 февраля 1919 года, когда при Александро-Невской лавре был создан молодёжный кружок, включавший в себя монахов и мирян.
Важным направлением деятельности братства являлось создание полулегальных монашеских общин в миру, а также монашеские постриги молодых людей (в том числе тайные) с целью сохранения института монашества в условиях массового закрытия монастырей. Братские отцы всегда считали одной из основных своих задач подготовку молодых образованных священнослужителей, что в условиях ограничения, а затем и полной ликвидации духовного образования позволило бы сохранить кадры духовенства, способного в будущем осуществить возрождение Церкви.
В рамках массовых арестов священнослужителей и прежде всего монашествующих органы ОГПУ сфабриковали против членов братства огромное дело почти на 100 человек. 22 марта 1932 года Коллегия ОГПУ вынесла подсудимым приговоры – от лишения права проживания в Ленинграде и Ленинградской области на три года до десяти лет исправительно-трудовых лагерей.
В результате политических репрессий органами ОГПУ в 1932 году деятельность Александро-Невского братства была прекращена. 
Все руководители братства, кроме будущего митрополита Ленинградского Гурия (Егорова), погибли в 1936—1938 годах, почти полностью было уничтожено и первое поколение молодых монахов, принявших постриг до 1932 года. 
Уцелели в основном те, кто на момент разгрома ещё были подростками. Именно из этого слоя вышли четыре будущих видных архиерея — митрополиты Иоанн (Вендланд), Леонид (Поляков), архиепископы Никон (Фомичёв), Михей (Хархаров), а также другие священнослужители.
В 2003 году решением Священного синода Русской православной церкви были прославлены в лике святых активные члены братства: священномученик архимандрит Лев (Егоров), мученицы княжна Кира Оболенская и Екатерина Арская.
18 ноября 2008 года митрополит Санкт-Петербургский и Ладожский Владимир благословил воссоздание Александро-Невского братства. Оно было воссоздано как межрегиональная общественная организация по возрождению духовности, культуры и патриотизма. Председатель правления братства — епископ Кронштадтский Назарий (Лавриненко), заместитель — Борис Борисович Сергуненков.
На 2020 год в братстве пять региональных отделений: Санкт-Петербургское, Ленинградское областное, Московское, Псковское и Волгоградское.